# 自走式立体駐車場

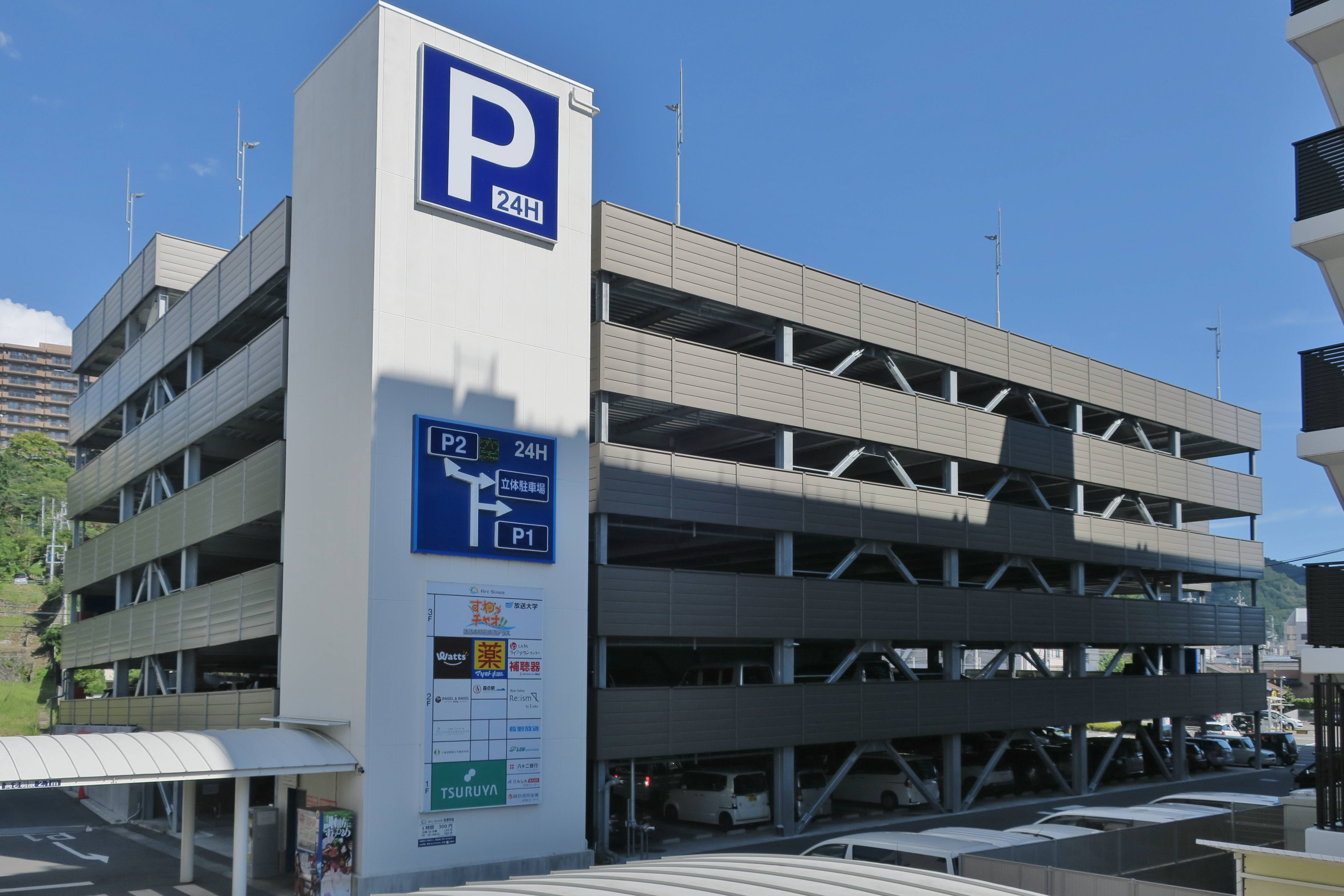
フラット式自走式立体駐車場の一例（アーク諏訪　長野県諏訪市）

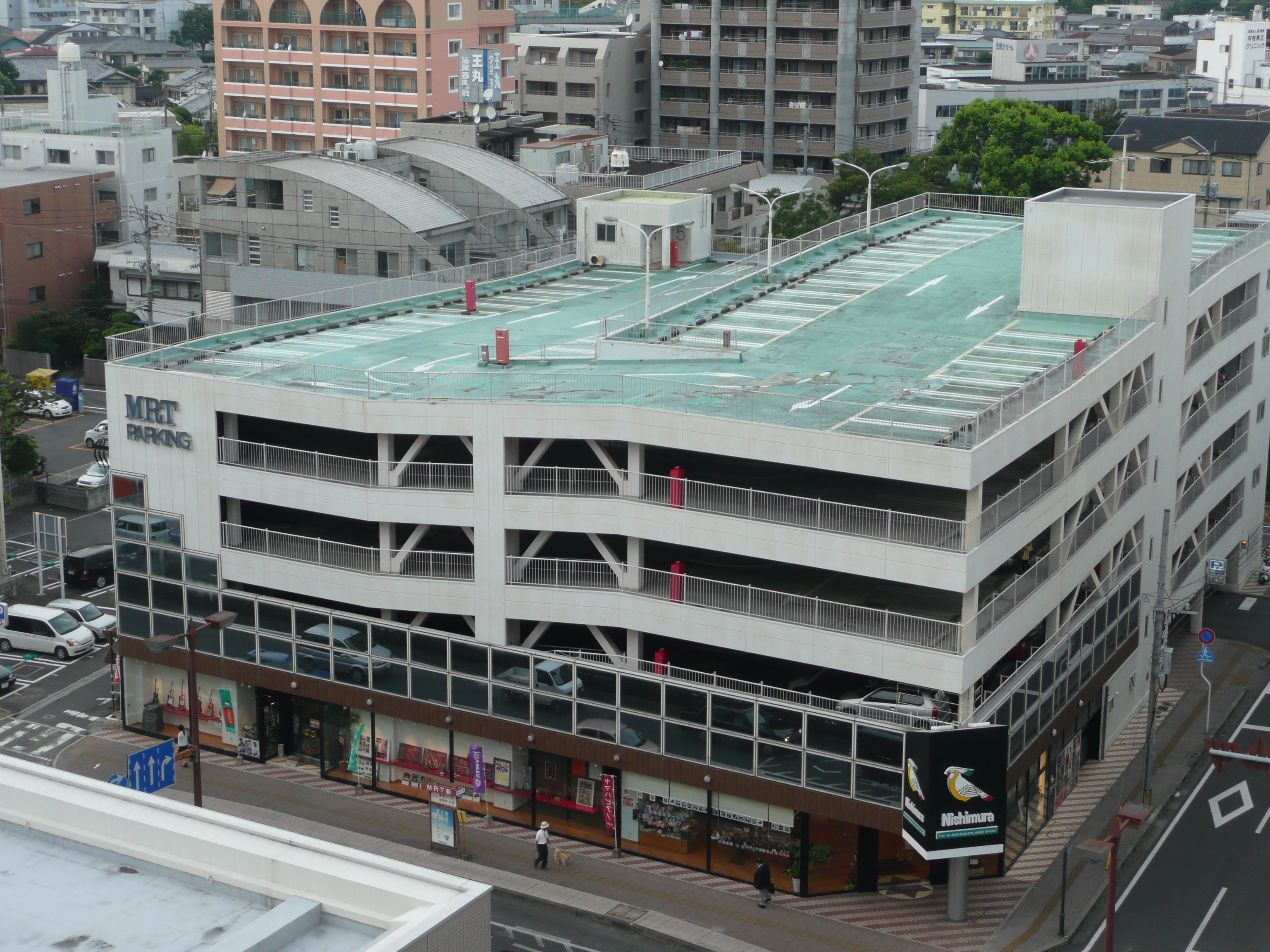
スキップ式自走式立体駐車場の一例（MRTパーキング　宮崎県宮崎市）

自走式立体駐車場（じそうしきりったいちゅうしゃじょう）とは駐車場の一形態である。多層階の立体駐車場をスロープまたは車路を自分で運転して駐車する駐車場を指す。

## 特徴
自動車の駐車場は自走式と機械式に大別され、自動車をドライバーが自分で運転して入出庫する駐車場は自走式に分類される。自走式の駐車場には立体駐車場の他、平面駐車場も分類される。

### 自走式平面駐車場との比較
同じ自走式駐車場でも平面駐車場と比較した場合、屋上階を除き直射日光や風雨から自動車を守れる利点がある。夏場は車内の温度上昇を緩和できるほか、雨天時でも乗降する際に濡れなくて済む。また、セキュリティ面でも立体駐車場の方が比較的優れている。立体的に空間を使う分、平面駐車場よりも立体駐車場の方が駐車台数を多く確保できる。
自動車の入出庫の手間は平面駐車場の方が有利である。

### 機械式立体駐車場との比較
同じ立体駐車場で機械式と比較した場合、荷物の出し入れがしやすい利点がある。また、出入時に駐車券の受取や精算を行うのみで、同時に駐車場内で入出庫できるため機械式と比べ待ち時間が少ない利点もある。自走式では機械式と比べ自動車の高さや重量の制限が緩い。機械式は構造や設備が複雑となるためメンテナンスへのコストがかさむが、自走式ではメンテナンスが比較的安価で済む。
狭い土地で収容台数を増やしたい場合は機械式立体駐車場の方が有利である。また、機械式立体駐車場は自動車が専用の装置に収容される点でセキュリティには優れている。

## 法律
自走式立体駐車場を建設する際に特に重要な法律は建築基準法と駐車場法である。
建築基準法では構造や用途に関する最低限の基準が定められており、建築物である自走式立体駐車場もその基準を満たす必要がある。
駐車場法では都市における駐車場整備の規則が定められており、技術的基準として駐車場の出入口の位置や車路の幅・高さなどのルールが決められている。

## 分類

### 形態による分類

#### フラット式
自走式駐車場の中では最もスタンダードなタイプ。階層を移動するスロープの勾配は17％以下とする。そのため、スロープの延長は20m前後で設計する必要がある。敷地の形状に応じて出入口などを自由に設計できるため、動線の分離が容易。特定の時間に入庫や出庫が集中する場合も安全で円滑な入出庫が見込める。ショッピングモールに設置される大規模な駐車場に向いているほか、集合住宅で利用して屋上を集会場や庭園として利用する事例もある。

#### スキップ式（フラット段差式）
半階ずつフロアを上がっていくタイプ。フラット式よりも土地利用の効率がよく、連続傾斜式より建物の高さを抑えることができる。一定方向に巡回しながら半階ずつ上下するので、動線は単純で安全になりやすい。フラット式と同様に、商業施設や集合住宅での採用される。また、敷地に段差がある場合にも適する。

#### 連続傾床式
全体を通して4％以下の勾配で螺旋状に上がっていくタイプで、車路とスロープを兼ねるため最も土地を効率的に活用できるタイプ（他の形態よりも収容効率は10 - 30％上がる）。傾斜によって奥まで見通せるため、走行中に空いた駐車マスを見つけやすいメリットがある。螺旋状に上る形状から嫌う利用者もいる。コストパフォーマンスに優れているため、商業施設や集合住宅のほか、有料駐車場など幅広い用途で用いられる。

#### 施設併用型
駐車場の1 - 2階部分を店舗・事務所などの施設階とし、その上を自走式立体駐車場とした複合型。駐車場不足の解消と街の景観との調和が期待できる。

### 認定による分類
建築基準法第68条の規定に基づき、建築基準法施行令第129条の規定に適合した駐車場は国土交通大臣から認定を受けた「認定駐車場」として設置できる。この認定には「一般認定」と「個別認定」がある。認定駐車場は構造上の耐力を持ち、災害時には避難場所となる安全な建築物と言える。認定を受けた駐車場は2018年（平成30年）から認定表示板を表示できるようになった。

#### 一般認定駐車場
一般認定は国土交通大臣によって定められたルールに基づき、システム的に作られた自走式立体駐車場に対して認定を行うもの。構造や部材、配置などのルールが定められて作られた1 - 6階建ての自走式立体駐車場に認定が行われ、工程がシンプルなため工期短縮・品質向上・コストダウンのメリットがある。既に1階建て（1層2段）から6階建て（6層7段）までの駐車場が商品化されている。

#### 個別認定駐車場
個別認定は自走式立体駐車場を建設するごとに大臣認定を個別に行うもの。一般認定では対応できない自由度の高い形状や構造、7層8段以上の高階層や店舗付駐車場などの場合に個別認定を取得する。認定取得まで6ヶ月程度の時間を要する。

#### 在来工法駐車場
認定を受けない駐車場は「在来工法駐車場」と呼ばれ、一般の建築物と同様の扱いを受ける。駐車場の規模・用途・外装などを自由に設計できるメリットがあるが、大臣認定品とは異なり防火設備を設置しなければならない分のコストがかかる。
在来工法駐車場には躯体に鋼材を用いたS造、鉄筋コンクリートを用いたRC造、プレストレストコンクリートを用いたPRC造がある。

## 防災
特に国土交通大臣から認定を受けた自走式立体駐車場は地震や津波に対して耐久性を有する。鉄骨造りのため柔軟性や粘りで地震や津波で受けるエネルギーを軽減し、倒壊を防ぐ。また、火災発生時にフラッシュオーバーを防止するため外壁を設けない構造により津波を受け流す。広い空間と堅牢な屋根を持つため、津波発生時に大人数が避難できる。また、各層を繋ぐスロープで車いすによる避難も可能である。
被災後は支援物資の発着拠点として活用でき、広大なフロアで仕分け作業もできる。実際に東日本大震災後に支援物資の発着拠点として自走式立体駐車場が利用された例がある。

## 設備
自走式立体駐車場には以下の設備が設けられる。
- エレベーター[12]
- 階段[13]
  - 滑り止め[14]
  - 階段消音ゴムチップ[14]
- 外壁[13]
- 屋上防水[14]
- 足がかり防止[14]
- コーナーガード[14]
- カーブミラー[12]
- 監視カメラ[12]
- 看板[12]
- 満空表示灯[14]
- 高さ制限ポールバー[14]
- EV充電器[14]
- 路面標示・区画ライン[13]
- 回転警告灯[14]
- 消火設備 - ABC粉末消火器・移動式粉末消火設備・自動火災報知設備・連結送水管[12]
- 照明設備[12]
- 放送設備[12]
- 誘導灯[12]
- 料金自動精算機[12]
- チェーンゲート[14]
- グリルシャッター[14]

自走式立体駐車場で車両の転落を防止するため、1986年（昭和61年）に建設省から「立体駐車場における自動車転落事故を防止するための装置等に関する設計指針」が発出されており、転落防止のための装置の数値的な指針が示されている。業界団体の日本自動式駐車場工業会ではこの指針に従い更に具体的な転落防止柵の位置や強度、車止めの構造などを規定している。
また、外装材として以下のものが用いられる。
- ALC[12]
- アルミルーバー[12]
- カラーフェンス[12]
- サンドイッチパネル[12]
- ダンカクルーフ[12]
- メッシュフェンス[12]
- ルーフパネル[12]

### サインシステム
自走式立体駐車場におけるサインシステムは駐車位置を把握し、その位置を鮮明な記憶として残る体系が望ましい。一般に自走式立体駐車場は照度基準があっても最低限度の明るさにしていることが多いため、はっきりと見え、色数を抑えたうえでの彩度の高い色彩と読みやすい文字を用いたサインが適切と考えられる。その上で的確に情報を集約した上で、利用者の視線や動線に応じたシンプルなデザインのサインを繰り返し設置することで利用者の混乱を防ぐ。
サインシステムを日本、日本国外で比較すると、いずれも書体はゴシック体を用いたものが多い。しかし、国内では色や数字、イラストなど様々な要素を用いて案内している一方で、海外ではフロア内の位置表示は色とアルファベットのみで案内する傾向がある。イラストを用いる場合もデフォルメされた絵記号のようなものを用い、駐車場内に周辺地域のランドマーク案内は少ない。色彩の用い方は日本と日本国外では大きく傾向が異なる。日本では階層ごとに色分けし、壁面やドアなども色を塗り分けている例が多く見られる。一方で、日本国外では1つの駐車場で限られた色を用い、壁面やドアなどを含めた一面に色を塗っているためインパクトが強い。

## 維持管理
自走式立体駐車場は設備点検などのメンテナンスが必要である。上下層を行き来するスロープ部は経年劣化が進みやすい場所で、リニューアル時には床版補修を行うのが一般的である。屋上部の床板も太陽光や風雨で経年劣化しやすく同じく補修が必要。そのほか、柱や梁など鉄骨部の錆、路面標示の劣化や車止めのぐらつき、扉やシャッターのずれや異常音などもメンテナンスする必要がある。エレベーターや消火設備は故障や経年劣化が無くても法定の点検をしなければならない。
自走式立体駐車場は税法上での耐用期間が鉄骨造で31年、RC造で38年となっている。それぞれの耐用年数を経過して以降は本来の用法・用途として効果が上げられるとは見なされず減価償却に計上できないが、利用自体は可能である。

## 歴史
記録に残る最も古いものは1901年、ロンドンにCity＆Suburban Electric Carriage Companyが建てたもので、7階建てで100台収容できた。階の移動にはリフトを使用していた。
米国では1918年にシカゴのラ・サール・ホテルのために建てられた。5階建てで350台収容できた。ホテルは1976年に解体されたが、駐車場は残された。2002年に歴史建造物の暫定的な指定を受けたが、正式な指定は獲得できず解体された。
日本では1929年（昭和4年）に東京丸の内に建てられた「丸ノ内ガラーヂ」で、6階建てで250台収容できた。
昭和の頃から建築基準法によらず、基礎も不要な簡易式の自走式立体駐車場が立てられるようになった。この駐車場は環境や安全性に問題があるとされ、平成初期には建設省から建築確認を得て築造するよう要請があった。それを受けて、1990年（平成2年）には業界団体として「日本プレハブ工業会」を建設省の協力を得て設立し、2014年（平成26年）に「日本自走式駐車場工業会」となり現在に至る。